# Kerstin Meier
Kerstin Meier (* 19. Januar 1975 in Templin) ist eine deutsche Politikerin (Die Linke) und war von 2005 bis 2014 Mitglied des Landtages Brandenburg, dem sie bereits 1999 kurzzeitig angehörte. 

## Leben
Nachdem sie 1993 das Abitur erworben hatte, studierte sie Rechtswissenschaften, Literatur, Geschichte sowie Soziologie an der Europa-Universität Viadrina in Frankfurt (Oder) und an der Fernuniversität in Hagen.
Von 1999 bis 2004 war sie als Wahlkreismitarbeiterin einer Landtagsabgeordneten tätig. Seit 2001 arbeitet sie zudem als freie Regie- und Produktionsassistentin am Theater. Von Februar bis Oktober 2005 war sie Mitarbeiterin für Marketing unter anderem beim Brandenburgischen Staatsorchester Frankfurt (Oder). 
Kerstin Meier ist ledig und hat ein Kind.

## Politik
Sie war seit 1992 Mitglied der PDS, ab Juli 2005 Die Linkspartei.PDS und ab Juni 2007 ist sie Mitglied der Partei Die Linke.
Vom 8. Januar bis zum 29. September 1999 war sie Mitglied des Landtages Brandenburg in der 2. Wahlperiode, sie rückte für Christian Gehlsen über die Landesliste nach und war während dieser Zeit Mitglied im Ausschuss für Wissenschaft, Forschung und Kultur und im Petitionsausschuss.
Kerstin Meier gehört seit 2000 Stadtverordnetenversammlung Frankfurt (Oder) als Mitglied an. 
Am 21. Oktober 2005 wurde sie erneut Mitglied des Landtages Brandenburg. In der 4. Wahlperiode rückte sie für Lothar Bisky nach, der in den Deutschen Bundestag gewählt wurde. Sie fungierte als medien- und sportpolitische Sprecherin der Fraktion und war Mitglied des Ausschusses für Haushaltskontrolle und des Ausschusses für Wirtschaft.
Bei der Landtagswahl 2009 zog sie über die Landesliste in den Landtag Brandenburg ein. In der 5. Wahlperiode war sie ordentliches Mitglied im Ausschuss für Haushaltskontrolle sowie im Ausschuss für Europaangelegenheiten und Entwicklungspolitik und Sprecherin für Medienpolitik und Kreativwirtschaft ihrer Fraktion. Zudem war Meier stellvertretende Vorsitzende des Ausschusses für Wirtschaft. Nach der Landtagswahl in Brandenburg 2014 schied sie aus dem Landtag aus.